# Estavana Polman
Estavana Polman (Arnhem, 1992. augusztus 5. –) világbajnok holland válogatott kézilabdázó, irányító-balátlövő, jelenleg a román Rapid București játékosa.

## Pályafutása

### Klubcsapatokban
Polman szülővárosában kezdett kézilabdázni, majd a holland bajnok VOC Amsterdam csapatába igazolt. A 2010–2011-es szezonban a sikertelen Bajnokok ligája kvalifikációt követően az EHF-kupában játszhatott először nemzetközi tétmeccset, a nyolcaddöntőig jutottak. 2011-ben igazolt a dán másodosztályú Sønderjysk Elitesporthoz, amellyel első szezonjában feljutott a dán első osztályba. 2013 óta a Team Esbjerg játékosa. Ezzel a csapattal 2014-ben EHF-kupa döntőt játszott, ahol az orosz Lada Togliattival szemben alul maradtak, 2016-ban pedig dán bajnok lett.

### A válogatottban
Játszott a holland korosztályos válogatottakban, 2011-ben a junior Európa-bajnokságon ezüstérmes lett, és irányítóként beválasztották az All-Star csapatba. A felnőtt válogatottal a 2011-es világbajnokság óta vesz részt világeseményeken. A 2015-ben története első érmét nyerő holland csapatnak 43 találattal legeredményesebb játékosa volt, és ezüstérmes lett a világbajnokságon. Részt vett a 2016-os rioi olimpián. Ugyanebben az évben az Európa-bajnokságon újabb ezüstérmet nyert, a tornán szerzett 39 góljával legjobb hollandként a góllövőlista negyedik helyén végzett. 2017-ben a világbajnokságon, majd egy év múlva az Európa-bajnokságon is bronzérmet nyert a válogatottal. 2019-ben világbajnoki címet nyert a nemzeti csapattal, a Japánban rendezett torna döntőjében Spanyolországot győzték le 30–29-re. Őt választották a torna legértékesebb játékosának és bekerült az All-Star csapatba is.

## Család
Férje a világbajnoki ezüstérmes labdarúgó, Rafael van der Vaart. 2017. június 24-én született meg lányuk, Jesslynn.

## Sikerei, díjai
- Dán bajnokság győztese: 2016
- EHF-kupa ezüstérmese: 2019
- A 2019-es világbajnokság legértékesebb játékosa
- A 2019-es világbajnokság All-Star csapatának tagja